# Mořic Černil
Mořic Černil (17. září 1859 Velká Bystřice – 27. června 1933 Brno-Žabovřesky) byl český sochař a výtvarný pedagog.

## Životopis
Mořic Černil studoval v letech 1880–1885 sochařství na Akademii výtvarných umění ve Vídni u sochařů Edmunda Hellmera a Karla Kundmanna. V roce 1885 absolvoval a byl odměněn první cenou Akademie za sochu sv. Jana Křtitele.
Po absolutoriu byl Černil jmenován učitelem modelování a plastické anatomie na sochařské a kamenické škole v Hořicích. Na škole působil až do roku 1914. Vychoval a proškolil mnoho českých sochařů, jeho žáky byli Quido Kocián, Jan Štursa, Bohumil Kafka, Ladislav Kofránek a mnozí další. Mořic Černil byl především figurální sochař, jehož tvorba vycházela z vídeňských studií a byla ovlivněna neoklasicismem konce 19. století.
První vydání své učebnice Plastická anatomie pro výtvarníky a školy doplnil svými ilustracemi. V době druhého vydání v roce 1928 již nebyl schopen kreslit a proto jej zastoupil jeho nástupce v hořické škole prof. Václav Suchomel.

Práce Mořice Černila
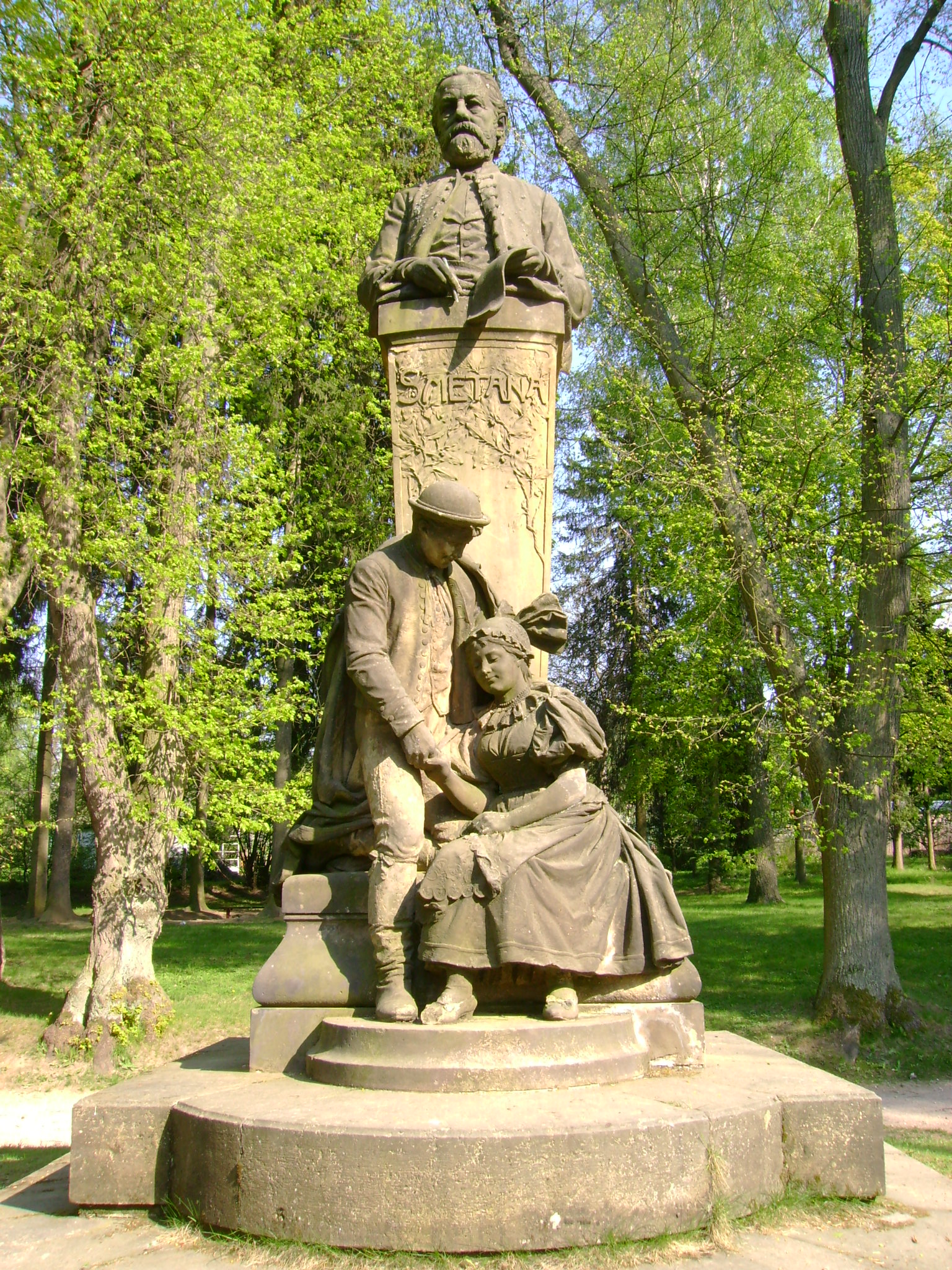
Bedřich Smetana Hořice
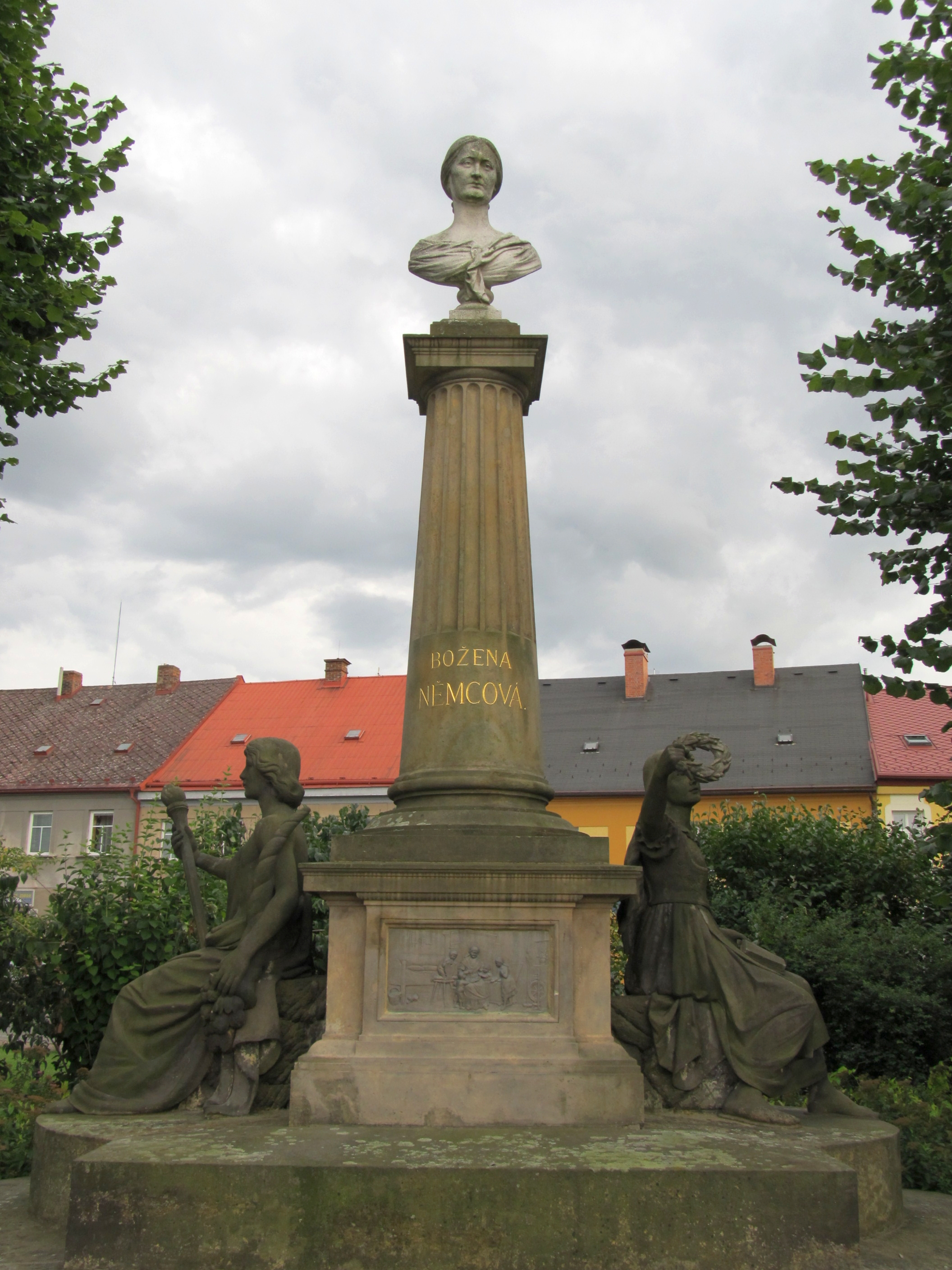
Božena Němcová Česká Skalice, (1888)
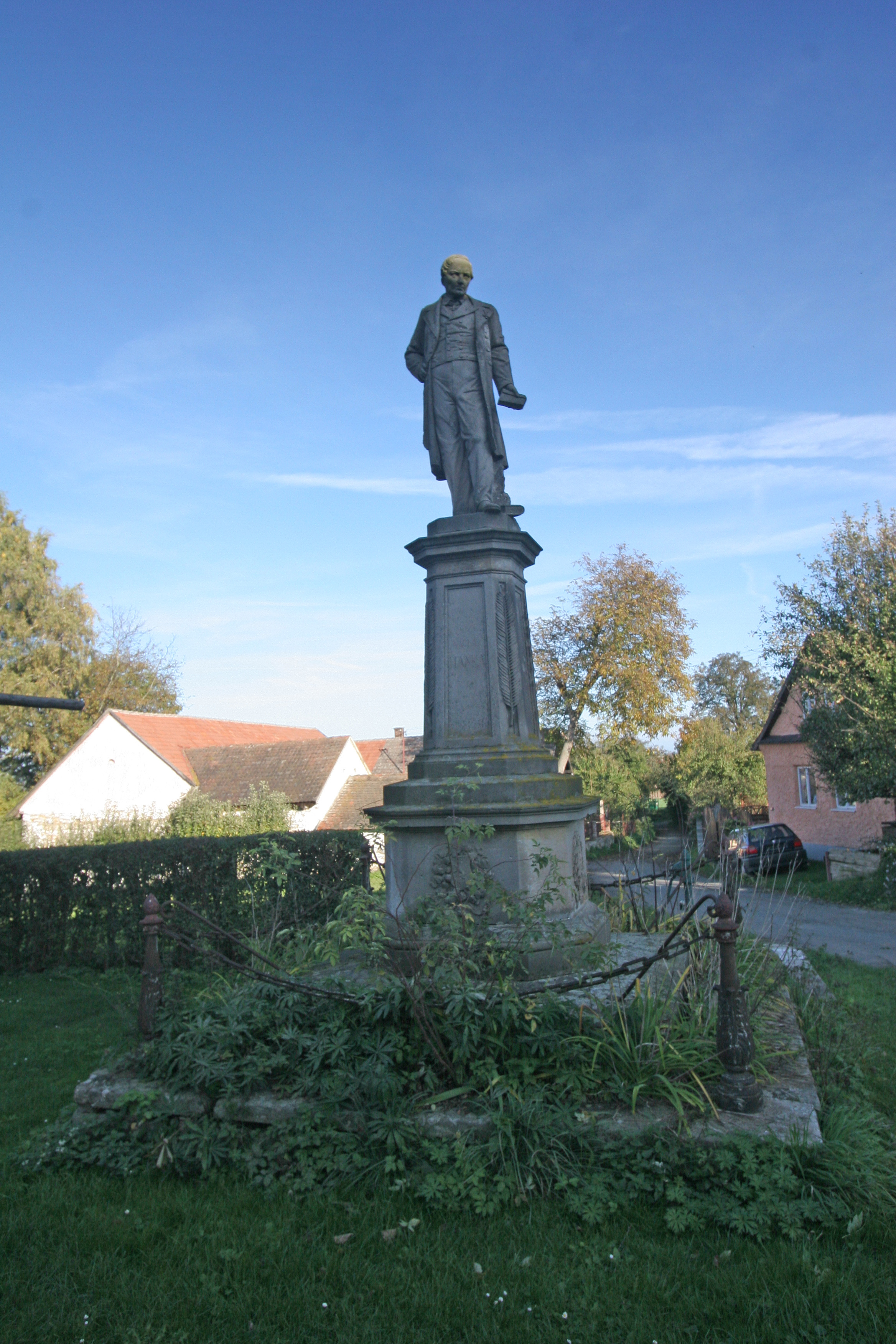
Václav Hanka Hořiněves, (1890)
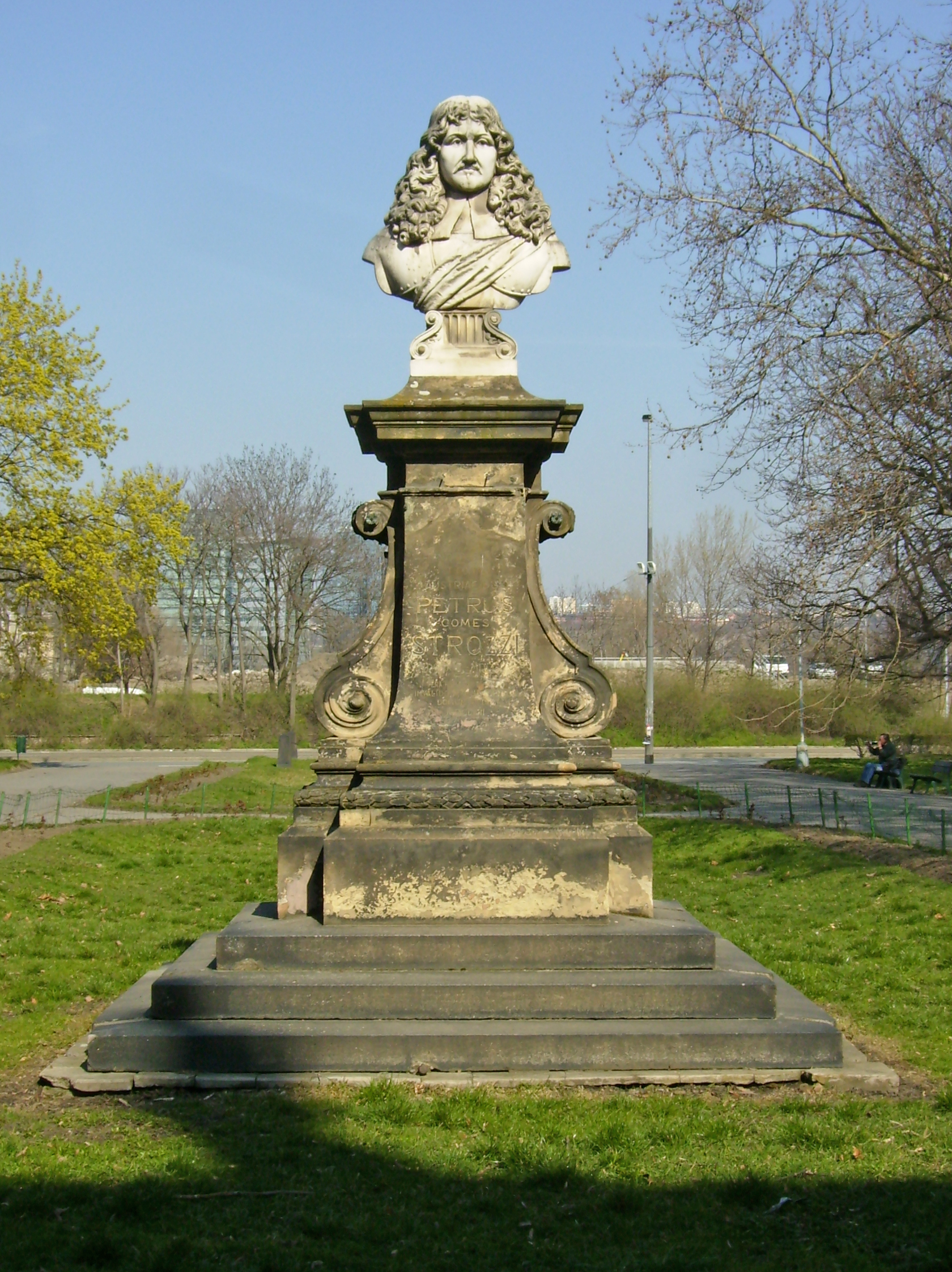
Petr Strozzi Praha, Invalidovna
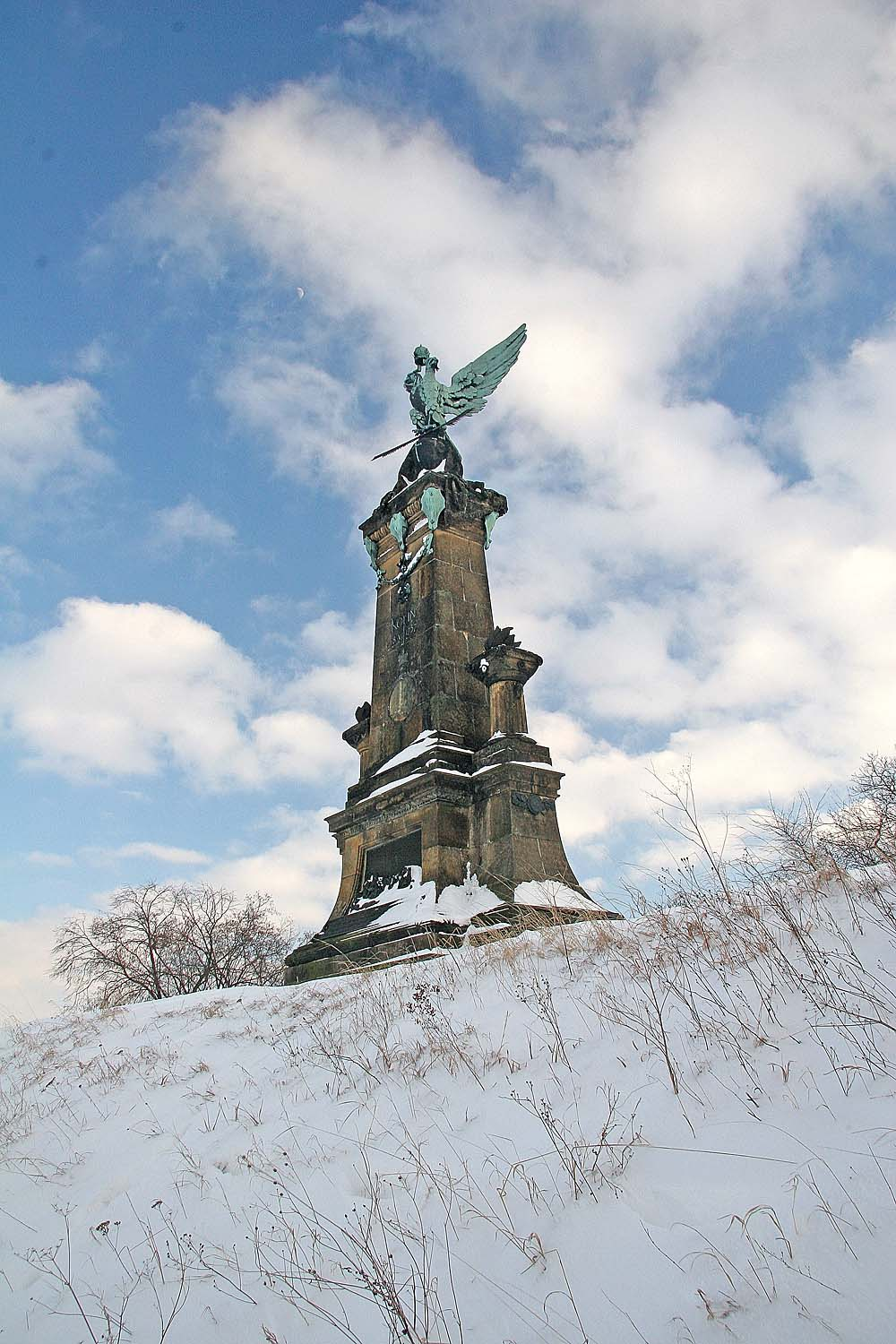
Památník bitvy u Kolína Křečhoř, (1898)
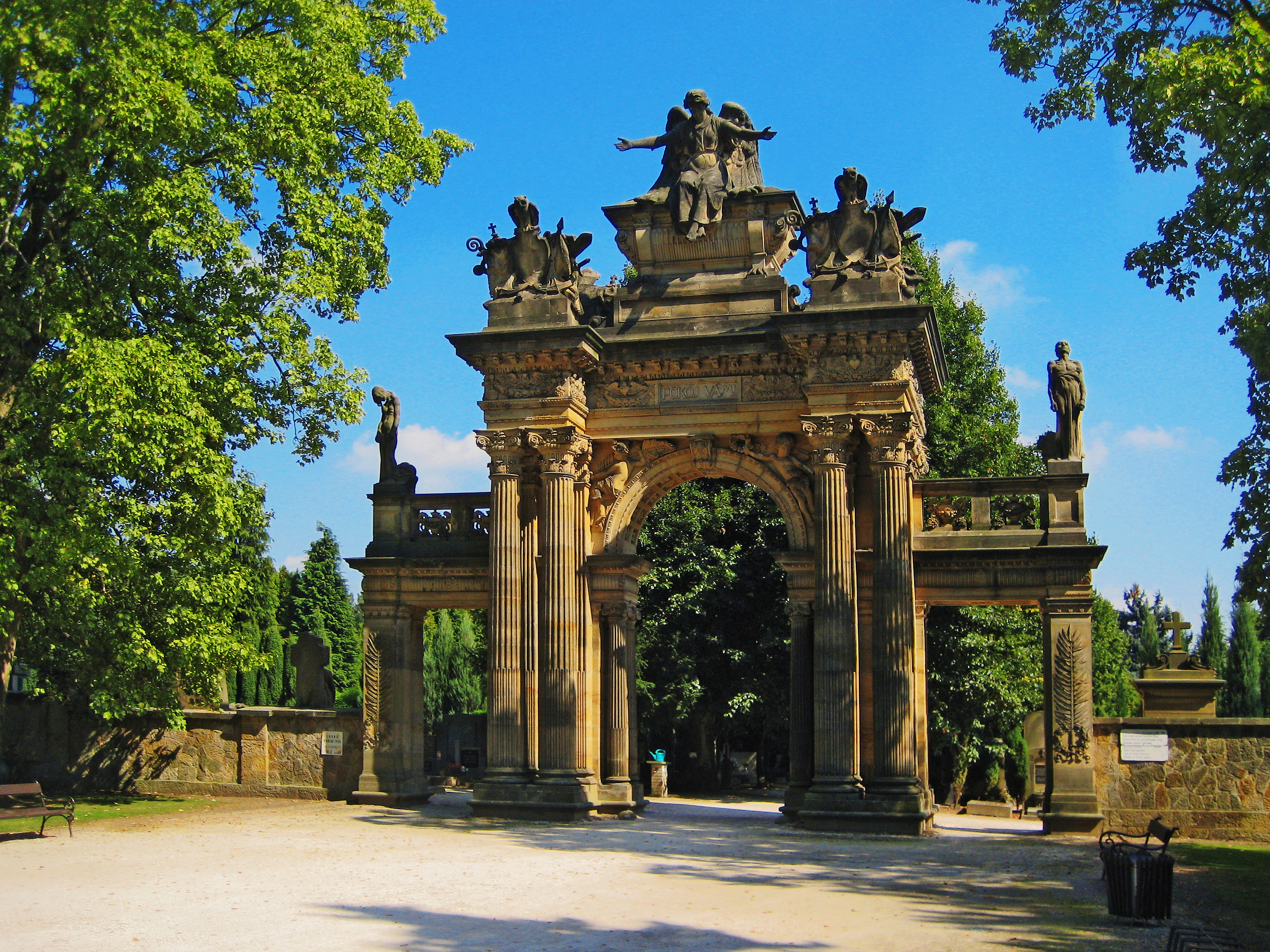
Anděl míru Hřbitovní brána, Hořice

Učebnice
- Černil Mořic: Plastická anatomie pro výtvarníky a školy, Knihkupectví R. Promberger, Olomouc 1928